# Shayne Piront
Shayne Piront (1 november 1996) is een Belgisch Duitstalig politica voor de liberale partij PFF.

## Biografie
Shayne Piront behaalde in 2017 een master in financiële wetenschappen, na een duale opleiding te hebben gevolgd aan het opleidingscentrum ZAVM in Sankt Vith en  aan de hogeschool AHS in Eupen, met een specialisatie in de banksector, en ging van 2018 tot 2020 en van 2021 tot 2022 aan de slag als klanten- en beleggingsadviseur bij de bank KBC. Tussentijds was ze van 2020 tot 2021 in Berlijn kredietbemiddelaar bij LoanLink24, een digitale financiële dienstverlener voor buitenlandse klanten. Daarnaast was ze van 2020 tot 2022 docente bedrijfsleer aan het ZAVM. Sinds 2022 is ze kwaliteitsmanager bij een softwarebedrijf.
Zij werd tevens politiek actief voor de partij PFF. Van 2021 tot 2023 was ze voorzitter van het JFF, de jongerenafdeling van de partij, 
Bovendien zetelde Piront van april 2022 tot juni 2024 in het Parlement van de Duitstalige Gemeenschap. Bij de Duitse Gemeenschapsverkiezingen van juni 2024 werd ze niet herkozen.